# Kreativni nered (album)
Kreativni nered drugi je studijski album hrvatskog skladatelja, tekstopisca i glazbenika Dina Dvornika, koji izlazi 1990. g.
Objavljuje ga diskografska kuća Jugoton, sadrži deset skladbi, a njihovi producenti su Dino Dvornik i Dragan Lukić Luky.
Tekstove za materijal na albumu pisali su Zlatan Stipišić Gibonni, Rambo Amadeus i novinar Ozren Kanceljak, a u studiju gostuju Neno Belan i Dragan Lukić Luky. Album donosi nekoliko uspješnica, "Jače manijače", "Ella EE", "Ja bih preživio", "Nova godina", a najpoznatiju među njima "Jače manijače", osmislio je Rambo Amadeus, kojemu je Dino gostovao na njegovom albumu iz 1989. g. Hoćemo Gusle!.
Skladba "Jače manijače", snimljena je na maksi singlu i podijeljen po diskotekama širom bivše Jugoslavije, gdje je bila odlično prihvaćena. Međutim početak Domovinskog rata, usporio je njegovu glazbenu karijeru.
Dino Dvornik snimio je videospotove za skladbe "Jače manijače" i "Nova godina".
Dino Dvornik 1990. na MESAM-u za skladbu "Misliš da sam blesav" osvaja 1. nagradu publike i stručnog žirija.
Reizdanje albuma na CD-u izdavačka kuća Jugoton i izdavačka kuća Croatia Records, objavljuju 1991. i 1997. godine s bonus skladbom "Big".

## Popis pjesama

### A strana
1. A1 "Jače manijače" - 3:55
  - Dino Dvornik - Rambo Amadeus - Dino Dvornik/Zoran Šabijan
2. A2 "Stvorena za to" - 3:57
  - Dino Dvornik - Zlatan Stipišić Gibonni - Dino Dvornik/Zoran Šabijan
3. A3 "Zmaja dah" - 4:32
  - Dino Dvornik - Ozren Kanceljak - Dino Dvornik/Zoran Šabijan
4. A4 "Biti sam" - 4:36
  - Dino Dvornik - Zlatan Stipišić Gibonni - Dino Dvornik/Zoran Šabijan
5. A5 "Ella EE (feat. Neno Belan)" - 5:33
  - Neno Belan - Diana Alebić - Dino Dvornik

### B strana
1. B1 "Misliš da sam blesav" - 3:49
  - Dino Dvornik - Zlatan Stipišić Gibonni - Dino Dvornik/Dragan Lukić
2. B2 "Vadi zub" - 3:57
  - Dino Dvornik - Zlatan Stipišić Gibonni - Dino Dvornik/Zoran Šabijan
3. B3 "Nisam mogao s njom" - 4:33
  - Dino Dvornik - Zlatan Stipišić Gibonni - Dino Dvornik/Dragan Lukić
4. B4 "Ja bih preživio" - 5:07
  - Dino Dvornik - Zlatan Stipišić Gibonni - Dino Dvornik/Zoran Šabijan
5. B5 "Nova godina" - 4:29
  - Dino Dvornik - Zlatan Stipišić Gibonni - Dino Dvornik/Dragan Lukić

## Izvođači i produkcija
- Producent - Dino Dvornik, Dragan Lukić Luky
- Izvršni producent - Zoran Škugor
- Ton majstor - Dragan Čačinović, Dragan Lukić Luky
- Glazba - Dino Dvornik, Nenad Belan
- Tekstovi - Gibonni, Rambo Amadeus, Ozren Kanceljak, Diana Alebić
- Snimljeno u studiju - Studio Lisinski, Zagreb / Studio Vilović, Split
- Personal & tour manager - Vanja Primorac
- Photo & design - Damir Hoyka

## Vanjske poveznice
- discogs.com - Dino Dvornik - Kreativni nered